# Мурило де Алмеида
Мурило де Алмеида (21. јануар 1989) бразилски је фудбалер.

## Репрезентација
За репрезентацију Источног Тимора дебитовао је 2012. За национални тим одиграо је 7 утакмица и постигао 6 голова.

## Статистика
| Источни Тимор | Источни Тимор | Источни Тимор |
| Год.          | Ута.          | Гол.          |
| ------------- | ------------- | ------------- |
| 2012          | 3             | 3             |
| 2013          | 0             | 0             |
| 2014          | 4             | 3             |
| Укупно        | 7             | 6             |